# Eupagia aropisaria
Eupagia aropisaria är en fjärilsart som beskrevs av Walker 1860. Eupagia aropisaria ingår i släktet Eupagia och familjen mätare. Inga underarter finns listade i Catalogue of Life.